# David Bailey (Leichtathlet)
David George „Dave“ Bailey (* 17. März 1945 in Toronto; † 27. August 2022 in London, Ontario) war ein kanadischer Leichtathlet und Pharmakologe.

## Leben
David Bailey studierte Pharmazie an der University of Toronto, wo er 1966 als erster Kanadier die Strecke von einer Meile unter vier Minuten lief. Zuvor hatte er bereits an der Universiade 1965 teilgenommen. Zwei Jahre später konnte Bailey dann Silber bei der Universiade in Tokio und Bronze bei den Panamerikanischen Spielen in Winnipeg über 1500 Meter gewinnen. Des Weiteren nahm er an den British Empire and Commonwealth Games 1966 sowie an den Olympischen Spielen 1968 in Mexiko teil.
Bailey machte 1968 seinen Bachelor und 1970 den Master, ehe er 1973 promovierte. Fortan arbeitete viele Jahre in der Pharmaindustrie, bevor er eine Lehrstelle in Physiologie und Pharmakologie sowie Medizin an der University of Western Ontario antrat. In den 1980er Jahren erforschte Bailey die Auswirkungen von Alkohol auf das Blutdruckmedikament Felodipin. Um den Geschmack des Alkohols in seinem Experiment zu verschleiern, versuchte er, diesen mit Grapefruitsaft zu kombinieren und fand heraus, dass der Konsum des Saftes bei seinen Probanden zu einer höheren Konzentration des Medikaments in ihrem Blutkreislauf führte. Grund hierfür war ein Enzym Cytochrom P450 3A4, welches den menschlichen Darm hemmt, das Medikament abzubauen.
In den folgenden Jahren wurde basierend auf seinen Forschungen bei etwa 100 weiteren Medikamenten eine schädliche Wechselwirkungen mit dem Grapefruitsaft festgestellt, wodurch dieser entweder eine Überdosierung oder eine Verringerung des Nutzens verursachte.
Aufgrund dieser Entdeckung ist bei vielen verschreibungspflichtigen Medikamenten in der Packungsbeilage vermerkt, das Medikament nicht mit Grapefruitsaft einzunehmen.